# Thomas III. (Saluzzo)
Thomas III.  del Vasto (* um 1357; † 1416), auch genannt Thomas III. de Saluces  oder Thomas d’Alderan war von 1396 bis 1416 Thomas III. Markgraf von Saluzzo.  Er ist der Autor des allegorischen Romans Le livre du Chevalier errant (Das Buch vom fahrenden Ritter), eines bedeutenden Beispiels der mittelalterlichen höfischen Epik.

## Leben

### Familie

Wappen der Markgrafen von Saluzzo

Die del Vasto, eine Seitenlinie der Aleramiden, waren vermutlich deutscher Herkunft. Die Familie stellte ab Mitte des 12. Jahrhunderts die Markgrafen von Saluzzo. Thomas wurde als Sohn von Federico del Vasto, Markgraf von Saluzzo (1332–1396) und Beatrice de Genève geboren. Nachdem er mehrere illegitime Kinder mit einer unbekannt gebliebenen Frau gezeugt hatte, heiratete er 1403 die aus französischem Adel stammende Marguerite de Roucy. Aus der Ehe gingen drei Töchter und zwei Söhne hervor, von denen der Erstgeborene bereits im Alter von zwei Jahren verstarb. Thomas’ Nachfolger als Markgraf wurde sein Sohn Ludovico (1406–1475), der im Alter von neun Jahren als Ludovico I. die Nachfolge seines Vaters antrat. Regenten bis zur Volljährigkeit waren seine Mutter und sein älterer, illegitimer Halbbruder, Valerano di Saluzzo-Manta.

### Politik
1389/90 hielt sich Thomas als Erstgeborener in Paris auf, um dort einen Prozess des Vaters gegen den Grafen von Savoyen zu führen. Ein Jahr später ist eine Reise nach Jerusalem dokumentiert, wo er vom Guardian des Franziskanerklosters auf dem Berg Zion zum Ritter des Heiligen Grabes geschlagen wurde. 1394 wurde Thomas durch savoyische Truppen gefangen genommen und in Savigliano und später in Turin festgehalten. Erst nach Zahlung eines hohen Lösegelds wurde er freigelassen und konnte die Nachfolge seines inzwischen verstorbenen Vaters als Markgraf von Saluzzo antreten.
Thomas setzte zunächst die profranzösische Politik seines Vaters fort. In Frankreich erhoffte er sich einen Verbündeten gegen die Bedrohungen durch die aggressive Expansionspolitik der Herzöge von Savoyen, die ganz Piemont unter ihrer Oberherrschaft vereinigen wollten. Diese Politik war zuletzt erfolglos; 1413 musste Thomas dem Herzog von Savoyen den Lehnseid leisten.
Amadeus VIII. von Savoyen schlug Thomas zum Ritter des Annunziaten-Ordens.

## Le livre du Chevalier errant

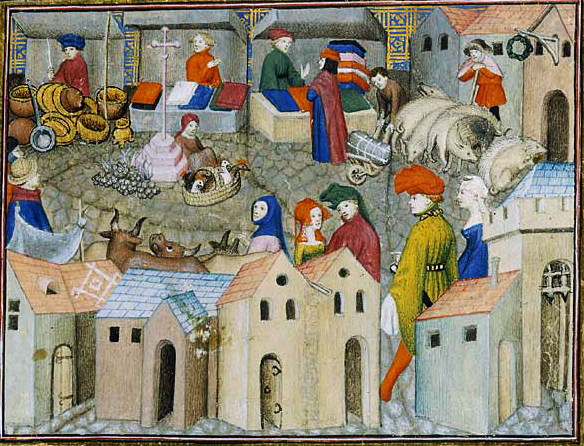
Abbildung aus Le Chevalier errant, um 1400–1405. Paris, BnF

Der in Prosa und Versen verfasste Roman von enzyklopädischen Ausmaßen wurde von Thomas während seiner Gefangenschaft in Turin in französischer Sprache geschrieben. Erzählt wird in allegorischer Form die abenteuerliche Lebensreise eines anonymen Ritters. Nachdem er von Christus zum Ritter geschlagen worden ist, begibt sich der Erzähler und Protagonist zunächst in das Reich des Dieu d’Amours (des Gottes der Liebe), das zugleich die Sphäre der Literatur repräsentiert, und dann an den Hof der Dame Fortune, die auf die Welt der Historie und Politik verweist. Zuletzt kommt der Ritter bei der Dame Cognoissance (Erkenntnis) unter, die ihn über den tieferen Sinn seiner langen Reise aufklärt und ausführlich religiös unterweist.
Der Roman ist in zwei illuminierten Handschriften erhalten:
- Ms 12559, Bibliothèque nationale de France, Paris. Dieses Manuskript ist reich mit Illuminationen versehen, die dem „Maître de la Cité des dames“ zugeschrieben werden, der um 1403/1404 am Hof Karls VI. in Paris tätig war.
- Ms L.V.6, Biblioteca nazionale universitaria, Turin. Das Turiner Manuskript ist weniger luxuriös ausgestattet; Teile davon wurden beim Brand der Bibliothek im Jahre 1904 zerstört.
- Ein drittes Manuskript, das im 18. Jahrhundert noch erwähnt wird, gilt als verschollen.[2]